# Marisela Puicón
Marisela Puicón (Lima, 16 de junio de 1981) es actriz de profesión, cantautora, productor media y host digital y empresaria peruana. Es más conocida por su papel protagonista de María García en la serie musical peruana Las vírgenes de la cumbia, así como coprotagonista de la película peruana con 30 premios internacionales Días de Santiago y protagonista de la primera película peruana de ciencia ficción Yuli.
Reconocida como uno de sus personajes que ha marcado su trayectoria como actriz en la teleserie  Al fondo hay sitio bajo el personaje María de la Pureza «Purita» Neciosup.

## Reconocimientos
Fue prenominada tres veces a los Premios Orgullosamente Latino 2007 por el disco Cumbia mía.

## Discografía
- Mi buen amor[13]
- Sed de amor (2000)
- Cumbia mía (2006)
- Escucha (2010)
- Algo que decir (2015)
- Eres Ttú (2016)
- Purita candela (2022)

## Cine
- Yuli (2018)
- La sacamos del estadio (2018)
- Climas (2015)
- Ciudad de reyes (2007)
- Pasajeros (2008)
- Días de Santiago (2004)
- Pantaleón y las visitadoras (2000)
- Confianza (2003)
- Habitación 301 (2002)

## Televisión
- La rosa de Guadalupe Perú (2020)
- Cumbia pop (2018)
- Al fondo hay sitio (2016)
- Solamente milagros (2015)
- Confesiones (2015)
- La Tayson, corazón rebelde (2012)
- Lalola (2011)
- Caso cerrado (2010)[19][20][21]
- La gran sangre III (2006)
- Las vírgenes de la cumbia II (2006)
- Camino a casa (2006)
- Las vírgenes de la cumbia I (2006)
- María de los Ángeles (2005)
- Detrás del crimen (2005)
- De pura sangre (2005)
- Dina, la lucha por un sueño (2004)[22]
- Mil oficios (2001)
- Vidas prestadas (2000)
- Gente como uno (2000)

## Teatro
- Una pulga en la oreja (2018)
- Después de casados (2017)
- Levántate mujer (Musical) (2016)
- Sweet Charity (Musical) (2014)
- Huellas (2011)
- La última tentación de Cristo (2009)
- Blanca Nieves (Teatro infantil) (2005)
- Teatro desde el teatro (2003)
- Escuela de reclutas (2003)